# DC–X

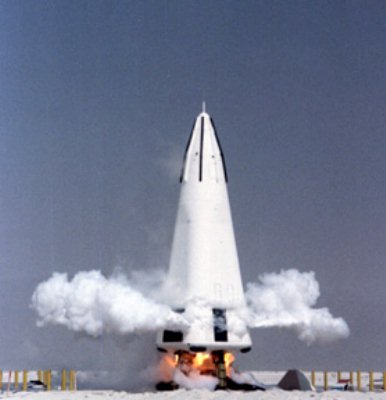
McDonnell Douglas DC-X

A McDonnell Douglas DC–X vagy ismertebb nevén Delta Clipper egy többször felhasználható, egyfokozatú hordozóeszköz személyzet nélküli prototípusa, amelyet a NASA és a SDIO közösen fejlesztett ki 1991 és 1993 között. A DC–X a tervezett indítórakéta 1/3 méretű prototípusa volt. A DC–X teszteléseinek befejezése utánra tervezték a nagyobb DC-Y prototípust és később egy teljes méretű DC-1 indítórakétát.

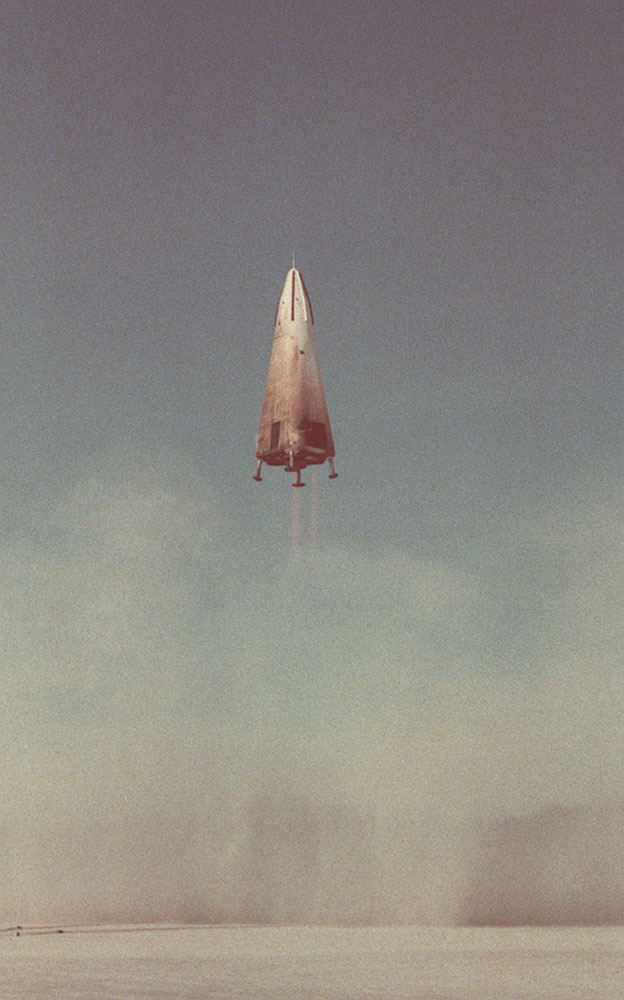
A DC-X első repülése

A DC–X-t nem tervezték orbitális pálya elérésére, de ezzel próbálták ki az függőleges fel- és leszállást. A rakéta a hagyományos rakétákhoz hasonlóan indult, de ugyanolyan helyzetben tért volna vissza. Leszállás után a rakéta újratölthető üzemanyaggal és indítható abból a pozícióból. Egyszerűsítették a karbantartást és a földi kiszolgálást. A fenntartáshoz csak három emberre volt szükség.
A DC–X néhány sikeres próbarepülést hajtott végre. A földi személyzet tagja volt Charles Conrad is. 1995 júliusában, a nyolcadik repülésen a rakéta egy sikertelen leszállás során komoly sérüléseket szenvedett.
A DC–X programot a SDIO-tól a NASA-hoz helyezték át. A rakétát újjáépítették és ellátták új hajtóanyag/oxigén tartályokkal valamint javított irányítórendszerrel. Az újított változat jele DC–XA volt, amely tovább folytatta a repüléseket 1996-ban. A legnagyobb magasság amit elért 3140 m volt. A negyedik DC–XA repülésen nem sikerült a leszállás. Egy hidraulikus vezeték nem kapcsolódott össze, ezért az egyik tartóláb nem nyílt ki és a rakéta feldölt, összetörve a hajtóanyagtartályt. A szerkezeti károsodás még nem volt komoly, de a tartályból kiömlő hajtóanyag tüzet fogott és alaposan megégette a rakétát, szinte teljesen megsemmisítve azt. Ezzel a NASA abbahagyta a DC–X programját.